# Raul Opruț
Raul Opruț (Caransebeș, 4 de enero de 1998) es un futbolista rumano que juega en la demarcación de defensa para el Dinamo de Bucarest de la Liga I.

## Selección nacional
Tras jugar en varias categorías inferiores de la selección, finalmente hizo su debut con la selección de fútbol de Rumania el 17 de noviembre de 2022 en un encuentro amistoso contra Eslovenia que finalizó con un resultado de 1-2 a favor del combinado esloveno tras el gol de Denis Drăguș para Rumania, y de Benjamin Šeško y Andraž Šporar para el combinado esloveno.

## Clubes
| Club                        | País    | Año       | Partidos | Goles |
| --------------------------- | ------- | --------- | -------- | ----- |
| Albissola 2010              | Italia  | 2018-2019 | 25       | 0     |
| FC Hermannstadt             | Rumania | 2019-2023 | 140      | 4     |
| K. V. Kortrijk              | Bélgica | 2023-2024 | 3        | 0     |
| FC Hermannstadt (cedido)    | Rumania | 2024      | 18       | 1     |
| Dinamo de Bucarest (cedido) | Rumania | 2024-     | 38       | 1     |